# Sebastian Machowski (pułkownik)

Abdank Machowskich

Sebastian Machowski herbu własnego (zm. 1672) – regimentarz, pułkownik, oboźny wojskowy w 1654 roku.
Jako podkomendny Czarnieckiego uczestniczył w bitwach ze Szwedami pod Gołębiem i pod Warką w 1656, gdzie dowodził pułkiem hetmańskim.
Jako pułkownik pułku hetmańskiego, jednocześnie porucznik w husarskiej chorągwi hetmana Stanisława Rewery Potockiego i rotmistrz własnej chorągwi pancernej brał udział w bitwie pod Cudnowem w 1660.
W roku 1664  w Korsuniu na podstawie pełnomocnictw królewskich kazał rozstrzelać domniemanego zdrajcę, prawdopodobnie kontaktującego się z Moskwą, wojewodę kijowskiego Iwana Wyhowskiego – współtwórcę Ugody Hadziackiej.
Zgodnie z prawem pułkownik Machowski nie miał prawa sądzić sądem obozowym senatora Rzeczypospolitej Wyhowskiego. Zatem spadkobiercy Wychowskiego zaskarżyli decyzję o konfiskacie byłego posiadania Wyhowskiego, starostwa Barskiego. Spadkobiercy (Ostafi syn Iwana) sprzedali starostwo Jerzemu Dominikowi Lubomirskiemu jeszcze w 1698 r. De facto Lubomirski został  dzierżawcą starostwa ok. 1710. Jednak de iure konstytucja sejmowa uznała skargę spadkobierców za zasadną tylko w 1775 r.
W roku 1666 – dowódca dywizji koronnej, która będąc na zimowym leżu niespodziewanie zaatakowana została w Ścianie i  Braiłowie przez hetmana kozackiego Piotra Doroszenkę wspomaganego przez Ordę Krymską. Bitwa skończyła się pogromem wojsk polskich (w skład których wchodziły 4 chorągwie tatarów polskich). Machowski dostał się do niewoli.